# Springfield (Massachusetts)
Springfield – miasto we wschodniej części Stanów Zjednoczonych, w stanie Massachusetts, nad rzeką Connecticut.

## Historia
Springfield zostało założone w 1636 roku.
W 1777 roku w mieście założono ważny skład broni (ang. Springfield Armory), która następnie zaopatrywała armię amerykańską podczas wojny o niepodległość Stanów Zjednoczonych.
W 1794 roku rząd federalny podjął decyzję o rozpoczęciu produkcji własnych muszkietów by usamodzielnić się od dostaw z Europy. W tym celu prezydent Waszyngton podjął decyzję o wybudowaniu dwóch fabryk broni, jednej w Springfield, drugiej w Harpers Ferry w stanie Wirginia (dziś w stanie Wirginia Zachodnia). Fabryka w Springfield była jednym z głównych ośrodków produkcji broni palnej w Stanach Zjednoczonych i funkcjonowała do 1968 roku. Po zamknięciu fabryki na jej terenie utworzono muzeum (Springfield Armory National Historic Site).

## Gospodarka
W mieście rozwinął się przemysł maszynowy, elektrotechniczny, metalowy, papierniczy, chemiczny, włókienniczy, odzieżowy oraz poligraficzny.

## Dzielnice
Springfield jest podzielone na 17 dzielnic:

- Bay
- Boston Road
- Brightwood
- East Forest Park
- East Springfield
- Forest Park & Forest Park Heights
- Indian Orchard
- Liberty Heights
- McKnight Historic District
- Memorial Square
- Metro Center
- Old Hill
- Pine Point
- Six Corners / Maple Hill
- Sixteen Acres
- South End
- Upper Hill

## Religia
- Parafia Matki Bożej Różańcowej
- Parafia Niepokalanego Poczęcia Najświętszej Maryi Panny
- Parafia Niepokalanego Poczęcia Najświętszej Maryi Panny w Indian Orchard

## Sport
- Springfield Falcons, Springfield Thunderbirds - kluby hokeja na lodzie

## Kultura
- All That Remains - grupa muzyczna
- John Brown - abolicjonizmu amerykańskiego
- Dr. Seuss (Theodor Seuss Geisel) - autor książek
- Shadows Fall - grupa muzyczna
- Staind - grupa muzyczna
- Taj Mahal (muzyk)
- Timothy Leary  - stanowił ikonę amerykańskiej kontrkultury lat 60.